# Nosy Mangabe
Pour les articles homonymes, voir Nosy (homonymie) et Aiguillon.
Nosy Mangabe, autrefois Nosy Marosy en malgache, d'où son ancien nom d'île Marosy, Marotte ou Marose en français, anciennement également appelée Aiguillon dans cette langue, est une île de l'océan Indien située le long de la côte nord-est de Madagascar, dans la baie d'Antongil, à cinq kilomètres au sud de Maroantsetra, dans la province de Tamatave, district de Maroantsetra. Historiquement, elle appartient au quartier Mangabe. 
Elle fait partie du parc national de Masoala (1997), dont le nom vient de la presqu'île du même nom à l'ouest de laquelle elle se trouve. Nosy Mangabe est actuellement gérée par Madagascar National Parks.

## Faune
- Aye-aye,
- Eulemur albifrons,
- Mantella laevigata, amphibien,
- Amphiglossus astrolabi, saurien,

## Archéologie
Des restes d'installation humaine ancienne (VIIIe siècle), avec du schiste vert travaillé.

## Pétroglyphes modernes
Une quarantaine de pierres gravées, à la plage des Hollandais, réputée pour le ravitaillement en eau douce, attestent du passage d'au moins 13 navires hollandais différents, de 1601 à 1657. Selon Wendy von Duivenwoorde, archéologue maritime, de l'université Flinders (Australie), il s'agit d'un système de pierres et d'arbres postaux, pour communication d'informations entre navigateurs.

## Galerie

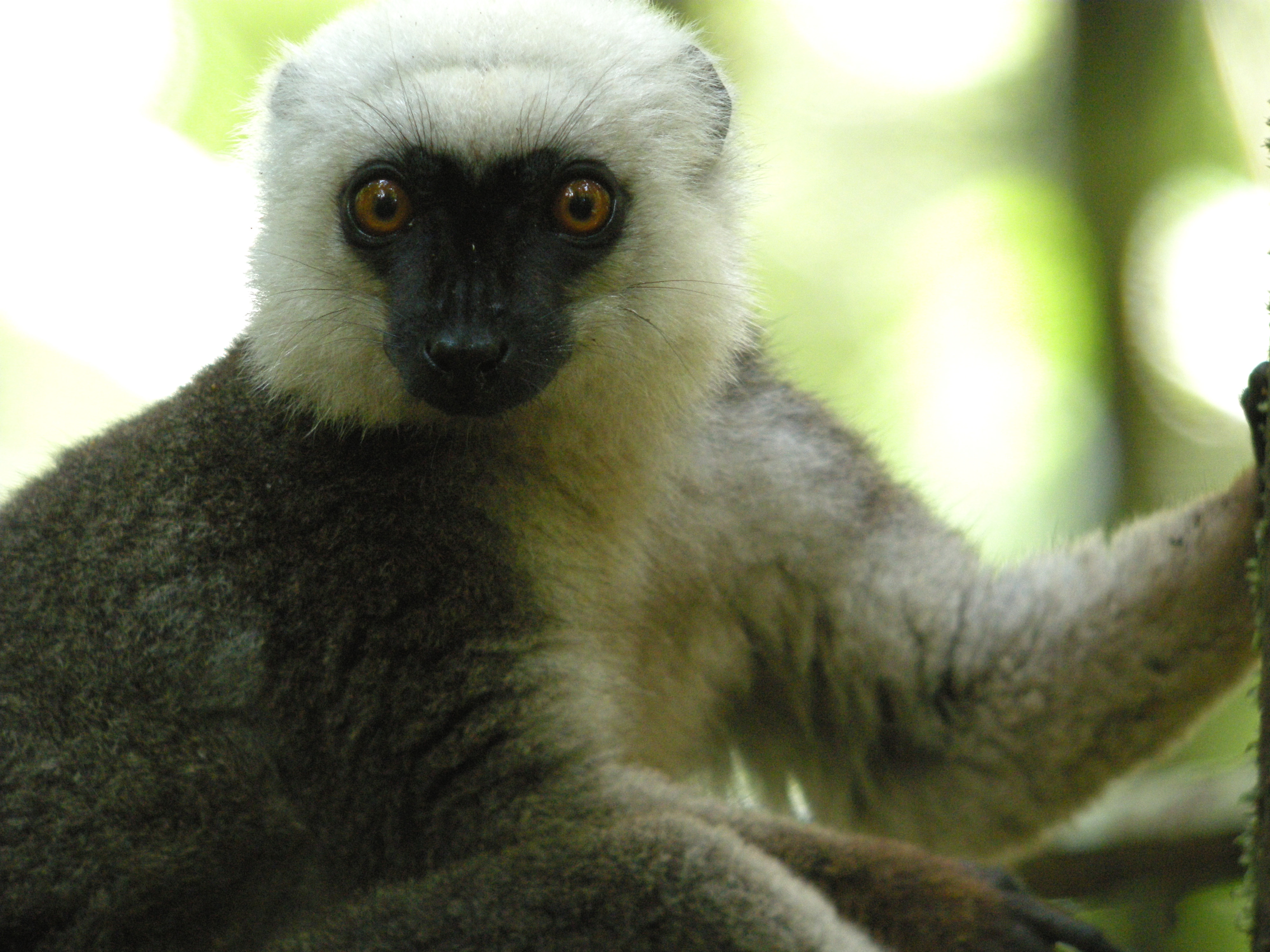
Lémur du Parc national de MasoalaMicrocèbe roux (Microcebus rufus)
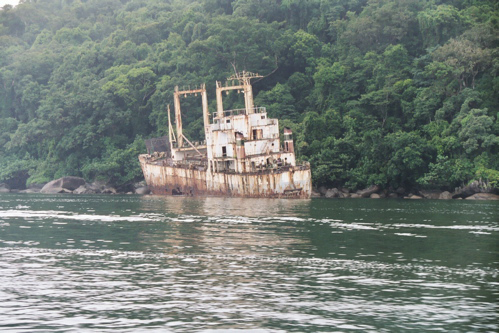
Épave située sur la côte ouest de l'île.Uroplatus fimbriatus